# جان إم. ردمن
جان إم. ردمن (بالإنجليزية: Jean M. Redmann)‏‏ (9 يونيو 1955 - ) كاتِبة، وروائية من الولايات المتحدة.

## الجوائز
- جائزة لامدا الأدبية